# Estación de Paço de Arcos
La Estación Ferroviaria de Paço de Arcos es una estación de la Línea de Cascaes de la red de convoyes suburbanos de Lisboa, situada en Paço de Arcos, en el ayuntamiento de Oeiras, en Portugal.
A partir de esta estación es también posible el transbordo al sistema de transporte sin tripulación SATU, a cuya estación "Navegantes" se encuentra asociada.
La estación dispone de un paso peatonal sobre la línea ferroviaria y de una paso subterráneo, que permiten a los usuarios circular entre la zona de espera del sentido de Lisboa y la zona de espera del sentido de Cascaes.
Tal como las demás estaciones de la línea, dispone de dos sistemas de ventas de billetes: atención humana y máquina automática.

## Historia
En 2001, terminó la construcción del nuevo edificio de pasajeros de esta estación, obra esta que estaba integrada en el Proyecto Línea de Sintra, de la Red Ferroviaria Nacional.

## Galería

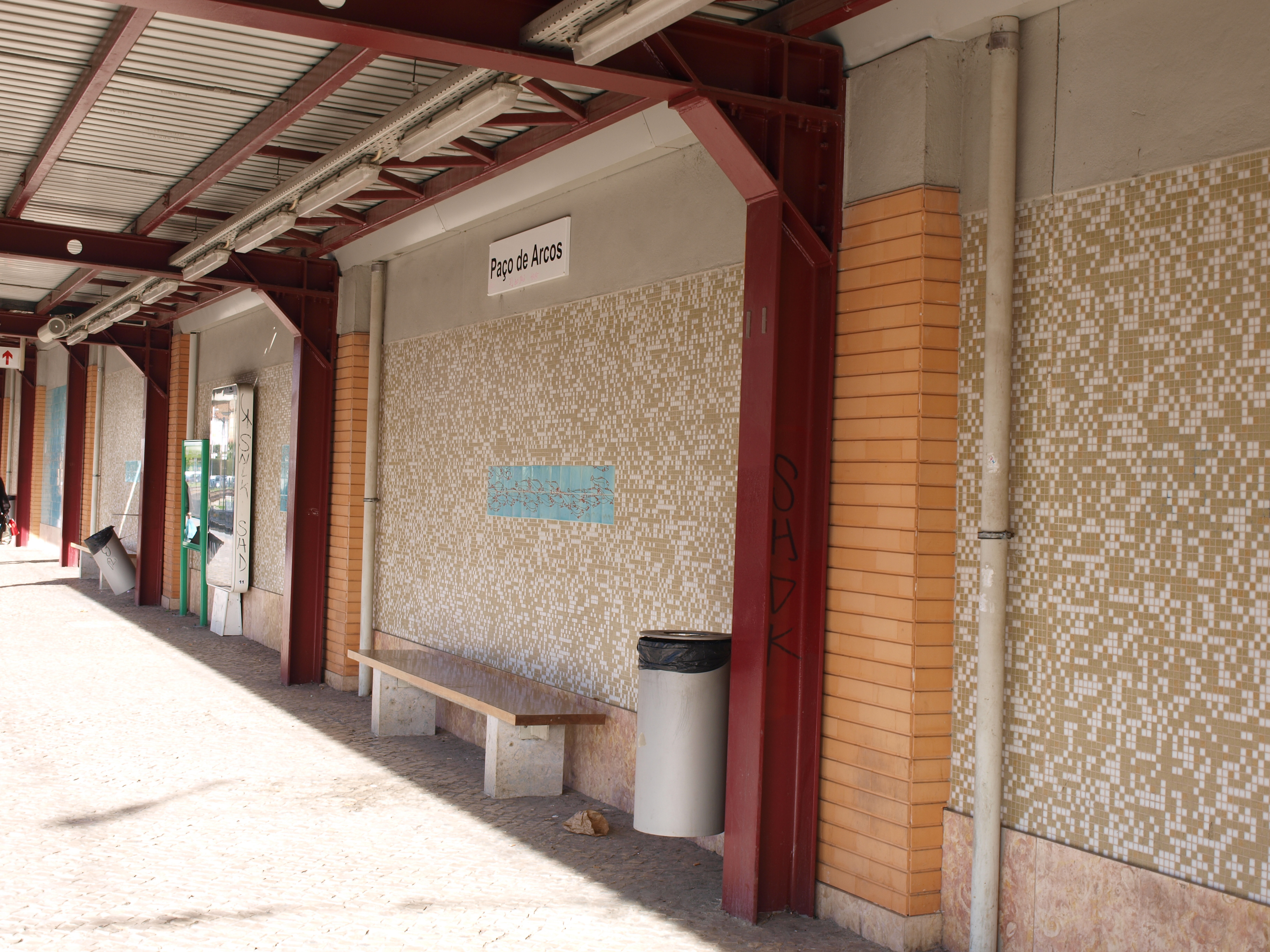
Placa de la estación de Paço de Arcos
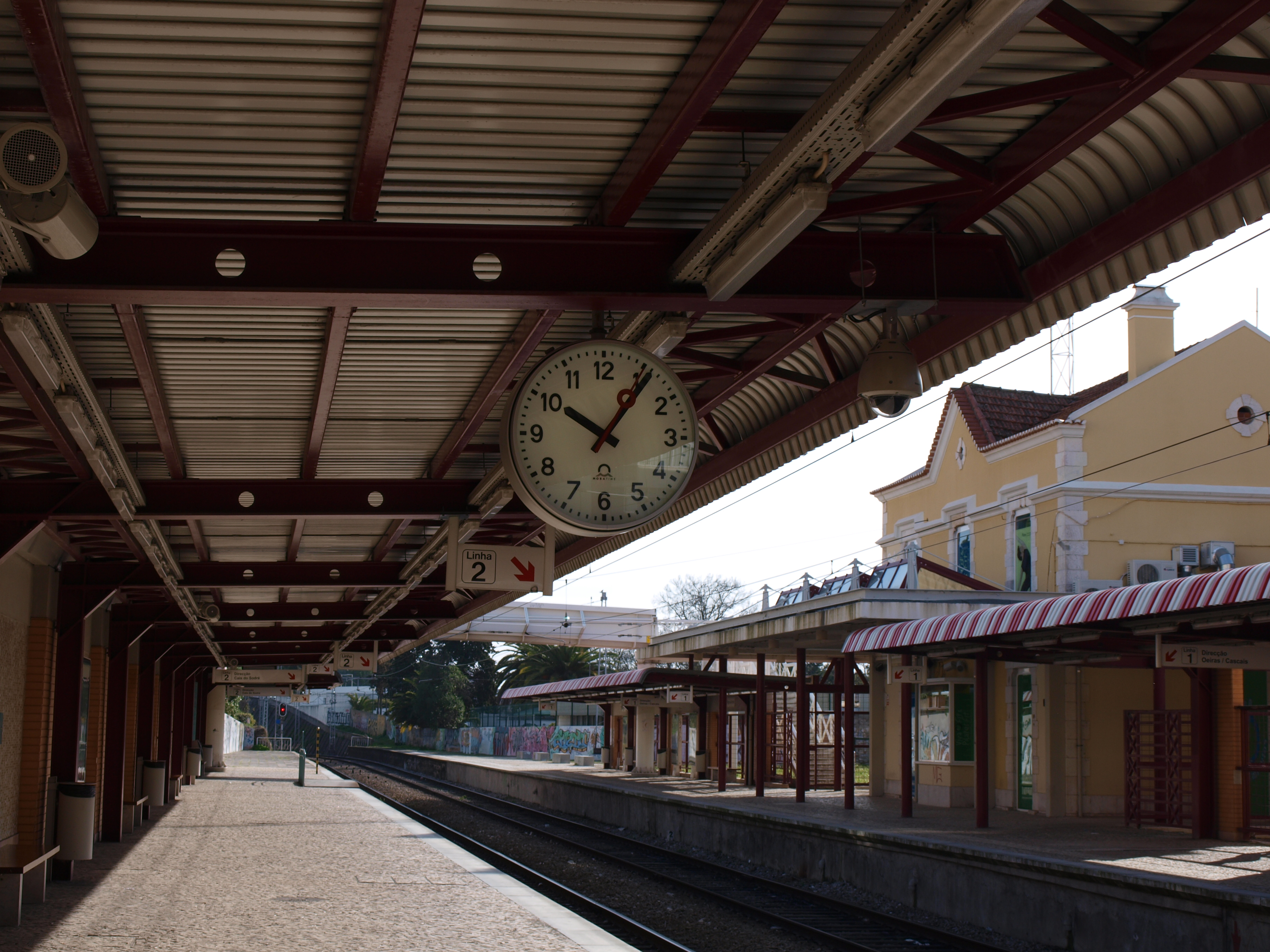
Reloj de la estación